# Challenger de Kigali
El Ruanda Challenger es un torneo profesional de tenis. Pertenece al ATP Challenger Tour. Se juega desde el año 2024 sobre pistas de tierra batida, en Kigali, Ruanda.

## Palmarés

### Individuales
| Año     | Campeón           | Finalista         | Resultado |
| ------- | ----------------- | ----------------- | --------- |
| 2024-I  | Kamil Majchrzak   | Marco Trungelliti | 6-4, 6-4  |
| 2024-II | Marco Trungelliti | Clément Tabur     | 6-4, 6-2  |
| 2025-I  | Valentin Royer    | Andrej Martin     | 6-1, 6-2  |
| 2025-II | Valentin Royer    | Guy den Ouden     | 6-2, 6-4  |

### Dobles
| Año     | Campeones                         | Finalistas                        | Resultado        |
| ------- | --------------------------------- | --------------------------------- | ---------------- |
| 2024-I  | Max Houkes Clément Tabur          | Pruchya Isaro Christopher Rungkat | 6–3, 7–6(4)      |
| 2024-II | Thomas Fancutt Hunter Reese       | S D Prajwal Dev David Pichler     | 6–1, 7–5         |
| 2025-I  | Jesper de Jong Max Houkes         | Geoffrey Blancaneaux Zdeněk Kolář | 6–3, 7–5         |
| 2025-II | Siddhant Banthia Alexander Donski | Geoffrey Blancaneaux Zdeněk Kolář | 6–4, 5–7, [10–8] |